# Nannophrys
Nannophrys és un gènere de granotes de la família dels rànids que es troba a Sri Lanka. Tenen una llargada total d'uns 30 mm.

## Taxonomia
- Nannophrys ceylonensis (Günther, 1869).
- Nannophrys guentheri (Boulenger, 1882), extinta.
- Nannophrys marmorata (Kirtisinghe, 1946).
- Nannophrys naeyakai (Fernando et al., 2007).